# Football Club Lubumbashi Sport
El Football Club Lubumbashi Sport és un club de futbol congolès de la ciutat de Lubumbashi. Va ser fundat l'any 1929.

## Palmarès
- Copa de la República Democràtica del Congo de futbol[4]
  - 1980